# Hofjager
Een hofjager was een medewerker aan een koninklijk hof die zijn meester, de koning of de prins-gemaal begeleidde op de jacht. De hofjager reed ook mee op de koets en hij stond bij maaltijden achter de stoel van zijn meester om deze te bedienen. Er waren tot in de 20e eeuw hofjagers in dienst. De in 1914 aangestelde J.F. Vogel (1890 - 1980) ging in 1955 als laatste Nederlandse hofjager met pensioen.
Anders dan de in rood of blauw geklede lakeien was de hofjager gekleed in een loofgroene met zilveren galon afgezette jas.
In het veld droegen de Nederlandse hofjagers een grijsgroene jas met donkere kraag en ditto broek. Op de groene hoed was een dik bos zwijnshaar bevestigd en twee vergulde eikels hingen over de rand van de hoed. Bij galakostuums werd een met groene veren afgezette steek gedragen.
Het dagelijks tenue was van grijsgroen laken met bruine kraag en bruine manchetten. De hoed was met een oranje kokarde en een gouden kroon versierd.
De Nederlandse hofjagers droegen over hun met goud afgezette galakleding een brede goudkleurige of leren bandelier met een met het rijkswapen versierde zilveren koppelplaat, lokfluit en hartsvanger. Aan de bandelier hing een groot rozet.
In Nederland droeg de hofjager vaak gouden galon terwijl bij buitenlandse hoven zilveren galon gebruikelijk was.